# 颜勤礼碑

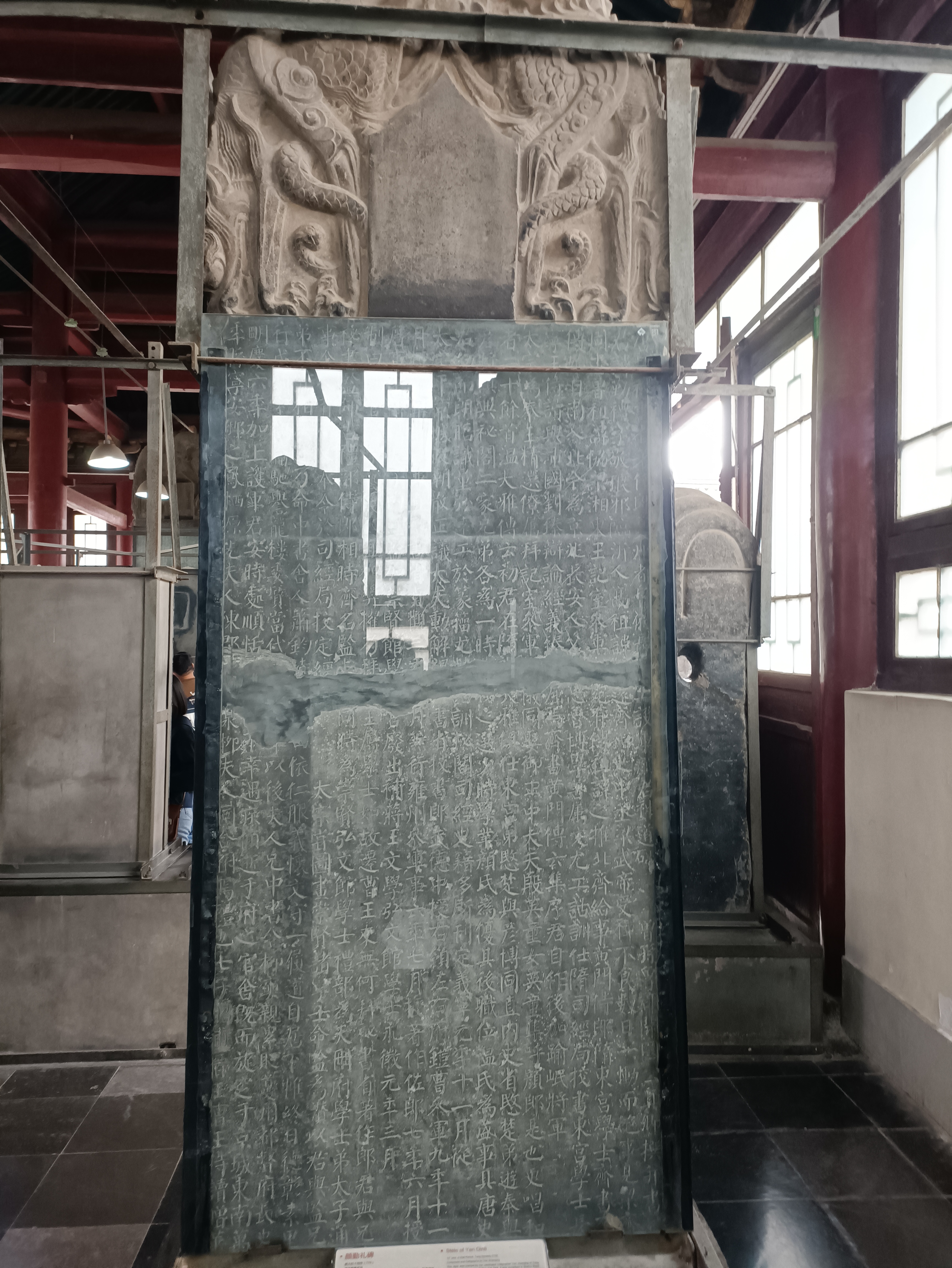
颜勤礼碑

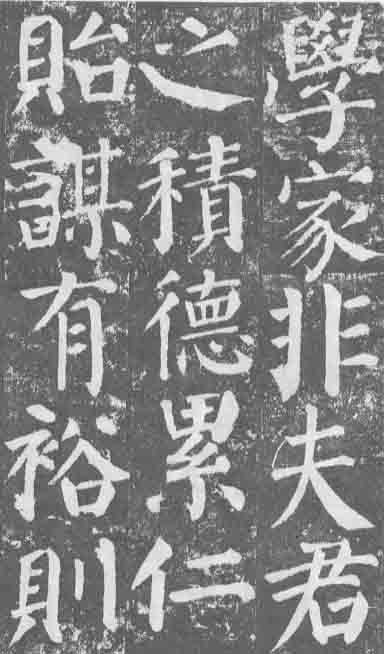
顏真卿《勤禮碑》(局部)

颜勤礼碑，全称唐故秘书省著作郎、夔州都督府长史、上护军颜公神道碑，由颜真卿於唐大历十四年（779年）撰文并书，碑文内容是颜真卿曾祖父颜勤礼的生平。碑文原为四面刻，现存正书三面，计44行，每行36字。碑文通篇字体给人以厚重、雄健、精丽的感觉，为「颜体」楷书的巅峰之作。此碑1922年10月于长安出土，现移置西安碑林。